# Nordstraße (Weimar)

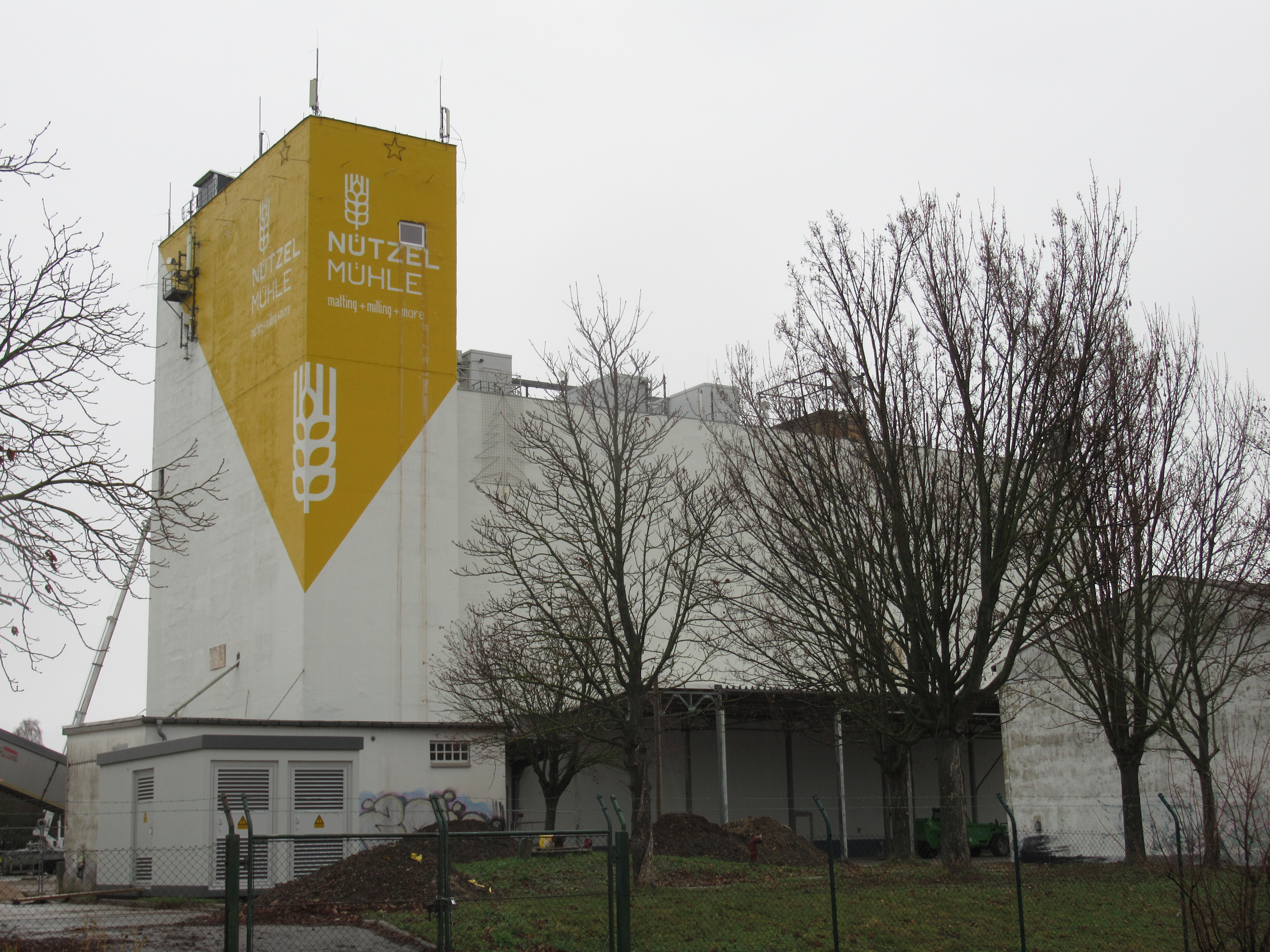
Nützel-Mühle

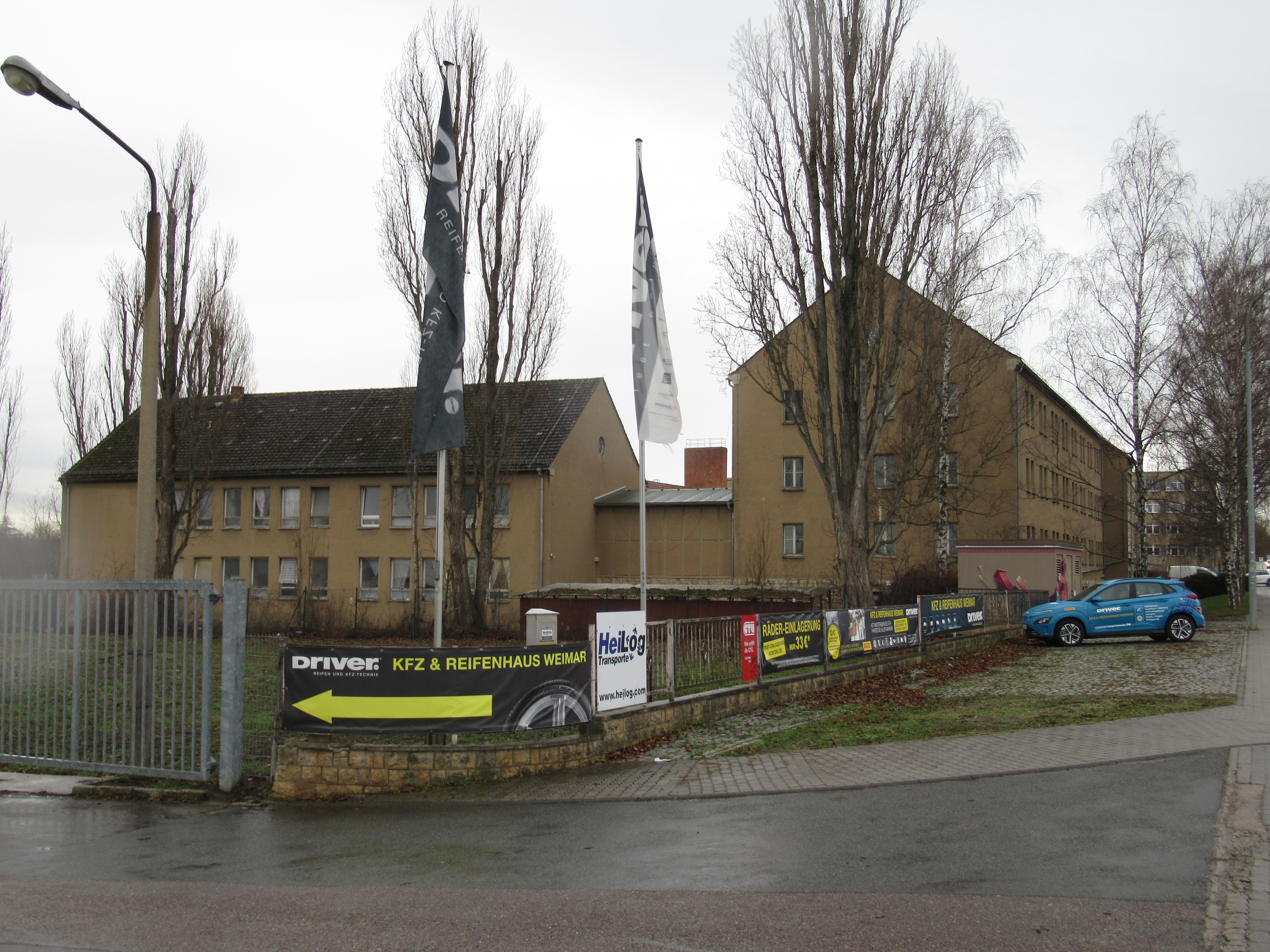
Nordstraße 9–11

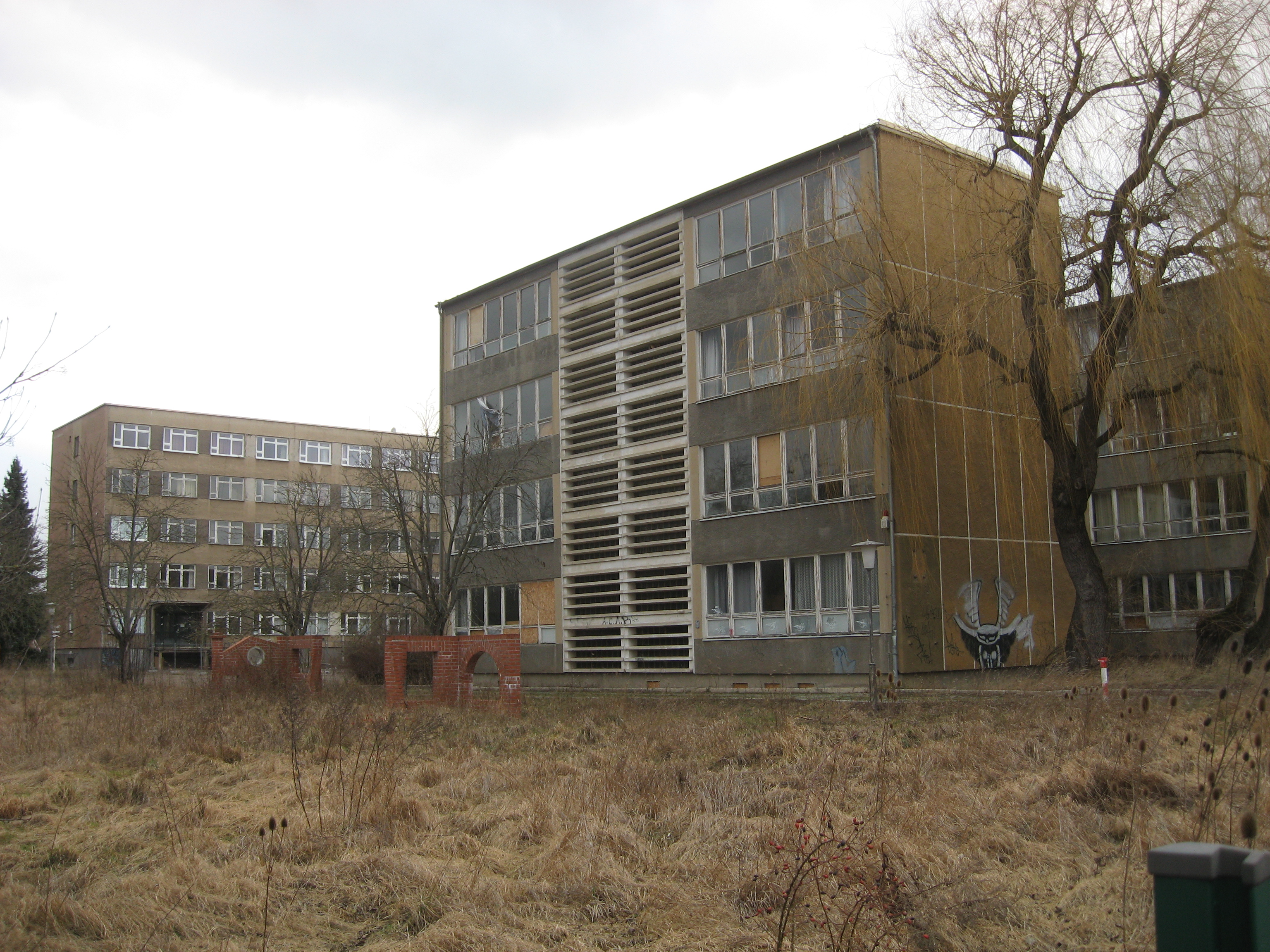
Staatliches Berufsbildungszentrum Nordstraße 11

In Weimar-Nord gibt es zwischen der Ettersburger Straße und der Buttelstedter Straße die Nordstraße. Es ist eine wichtige Verbindungsstraße. Dort sind Betriebe und Gewerbe angesiedelt.
In der Nordstraße 4 befindet sich die Nützel-Mühle Weimar mit Getreidespeicher, ehemals BayWa. Die Nützel-Mühle übernahm auch den Betrieb des Getreidespeichers, den zuvor ihr Vorgänger BayWa stillgelegt hatte. In der Nordstraße 11 befindet sich das vom Bildungswerk Bau Hessen-Thüringen e.V. betriebene Aus- und Fortbildungszentrum Weimar. Zu den wichtigeren Dienstleistern, die in der Nordstraße angesiedelt sind, gehört die myGermany GmbH, Nordstraße 5, 99427 Weimar, ein Versandhaus. Ein altes Internat in der Nordstraße 9 wurde zur Flüchtlingsunterkunft umfunktioniert. Es ist die größte derartige Einrichtung in Weimar. Gegenüber der Kreuzung an der Buttelstedter Straße beginnt der Straßenzug Im Weimar-Werk, benannt nach dem Industriegebiet Weimar-Werk.